# إدغار ن. أيزنهاور
إدغار ن. أيزنهاور (بالإنجليزية: Edgar N. Eisenhower)‏ هو محامي أمريكي، ولد في 19 يناير 1889، وتوفي في 12 يوليو 1971.